# Port lotniczy Springfield – Branson
Port lotniczy Springfield – Branson (ang. Springfield–Branson National Airport (IATA: SGF, ICAO: KSGF) – lotnisko obsługujące połączenia regionalne położone około 8 kilometrów na północny – zachód od Springfield w stanie Missouri. Obecnie lotnisko posiada dwanaście bezpośrednich połączeń z miastami na terenie USA.

## Historia
Port lotniczy został otwarty 2 lipca 1945 roku i początkowo funkcjonował pod nazwą Springfield- Greene County Airport. Nowe lotnisko zastąpiło dotychczasowe Springfield Park and Airport (obecnie nosi nazwę Downtown Airport). Wcześniej natomiast, Springfield Park funkcjonowało jako McCluer Flying Field, które zostało otwarte w 1925 roku, a następnie w 1928 roku zostało zakupione przez miasto. Połączenia realizowane z Springfield Park zostały zlikwidowane w okresie Wielkiego Kryzysu. Przez krótki czas, z powodu braku zgody miasta i hrabstwa na finansowanie portu, lotnisko nosiło nazwę Springfield Municipal Airport. W październiku 1964 roku został otwarty nowy terminal, natomiast w 1992 roku port zmienił nazwę na Springfield – Branson National Airport, następnie w maju 2006 roku rozpoczęto budowę nowego terminalu, który został otwarty 6 maja 2009 roku. Została także zmieniona nazwa lotniska na Springfield – Branson National Airport. 

### Branson Airport
Port lotniczy Branson został otwarty wiosną 2009 roku stając się tym samym konkurencyjnym portem wobec posiadanego przez miasto lotniska Springfield – Branson. Jest to pierwszy w USA prywatny port lotniczy obsługujący regularne połączenia komercyjne. Lotnisko znajduje się kilka kilometrów na południowy – wschód od miasta Hollister.

## Wypadki
- 20 marca 1955, lot American Airlines 771 rozbił się około mili na północ od lotniska. Jedenaście osób z 32 zginęło, w tym stewardesa i drugi pilot. Federalne śledztwo ustaliło, że przyczyną był błąd pilota, który źle ocenił wysokość. Był to jedyny wypadek w historii lotniska z udziałem samolotu komercyjnego.
- 14 grudnia 2010 roku dwusilnikowy samolot wylądował awaryjnie po tym, gdy podwozie samolotu nie chciało się wysunąć.